# حامد حیدری
حامد حیدری (زاده ۶ فروردین ۱۳۷۰) یک ورزشکار در رشته دو و میدانی و ایرانی الاصل، اهل روستای تیل از توابع شهرستان خلخال در استان اردبیل کشورایران است. او تابعیت کشور جمهوری آذربایجان را پذیرفته است.

## افتخارات
- کسب نشان نقره پارالمپیک ۲۰۱۶ ریودوژانیرو در ماده پرتاب نیزه کلاس اف ۵۷.[۱][۲]
- کسب نشان طلای پارالمپیک ۲۰۲۰ توکیو در ماده پرتاب نیزه کلاس اف ۵۷.